# Partido Socialista de Euskadi-Euskadiko Ezkerra
El Partido Socialista de Euskadi-Euskadiko Ezkerra (PSOE), cuyas siglas son PSE-EE (PSOE) o simplemente PSE-EE, es la federación del Partido Socialista Obrero Español (PSOE) en el País Vasco. Surgió en 1993 tras la fusión del Partido Socialista de Euskadi (PSE-PSOE) y el partido Euskadiko Ezkerra (EE).

## Denominación
El Partido Socialista de Euskadi adopta en su denominación el término Euskadi, acuñado por el nacionalismo vasco y ajeno a la tradición del PSOE hasta la Guerra Civil de 1936. Además, fue el socialista Santiago Aznar, consejero del primer Gobierno Vasco, quien propuso como una de las primeras medidas la adopción de la ikurriña como enseña oficial vasca, bandera que también procedía de la tradición nacionalista.

## Evolución anterior

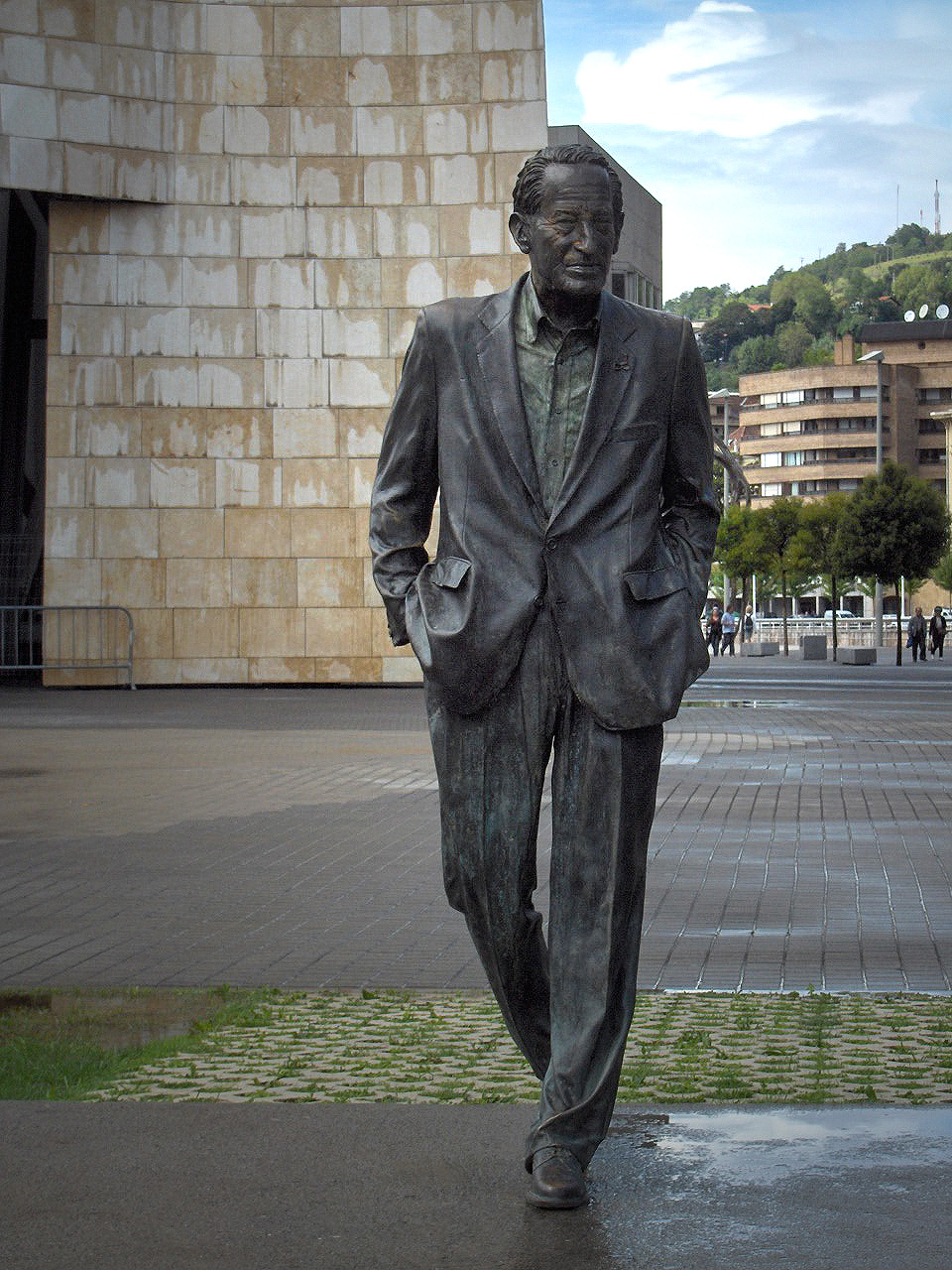
Estatua a Ramón Rubial en Bilbao.

Tras la muerte de Franco y la legalización del PSOE, se creó el Partido Socialista de Euskadi (PSE-PSOE) como federación vasco-navarra del partido. Sin embargo, los socialistas navarros se separaron de él en 1982 y crearon el Partido Socialista de Navarra (PSN-PSOE).

## Historia

### El nacimiento del PSE-EE
Durante esta época, el socialismo vasco buscó la fusión de la izquierda vasca en torno a sus siglas, lo que provocó la integración en el PSE-PSOE del Partido de los Trabajadores de Euskadi, la rama vasca de los seguidores de Santiago Carrillo, en 1991 y con posterioridad, en marzo de 1993, con la convergencia entre el Partido Socialista de Euskadi y Euskadiko Ezkerra. La fusión PSE-EE pretendía crear un nuevo partido socialista vasco que aglutinara en una única formación política a gentes provenientes de tradiciones nacionalistas y obreras, superando sus diferencias y quedando unidas por un ideario autonomista, vasquista y socialdemócrata. El modelo que se quería recrear era el del Partido de los Socialistas de Cataluña (PSC). Una de las figuras más prominentes de Euskadiko Ezkerra que propiciaron esta unión fue Mario Onaindia.
Sin embargo, previa a la fusión, una escisión interna de Euskadiko Ezkerra fundó Euskal Ezkerra, que tuvo una corta trayectoria de acercamiento a Eusko Alkartasuna. Para algunos la fusión de ambos partidos fue en la práctica una absorción de EE por parte del PSE. Otros consideran que de EE queda algo más que las siglas y que su ideología ha ido empapando y contribuyendo a la ampliación del ideario socialista y de su espectro político. Antiguos militantes de dicha formación ocupan puestos relevantes tanto de carácter orgánico como público.
En octubre de 1997 se celebró el III Congreso del PSE-EE en el que Ramón Jáuregui fue sustituido por Nicolás Redondo Terreros al frente del partido. Redondo Terreros contaba con el apoyo de los sectores mayoritarios de Vizcaya y Guipúzcoa, liderado este último por Jesús Eguiguren. El gobierno de coalición duró hasta el 30 de junio de 1998, cuando Redondo Terreros decidió la salida del partido del Gobierno Vasco ante la cercanía cada vez mayor del PNV a Herri Batasuna. Debates como los relativos a Treviño, la política de dispersión de los presos etarras o las selecciones deportivas, evidenciaron la creación de una mayoría nacionalista vasca (más Ezker Batua) en el Parlamento, con socialistas, populares y Unidad Alavesa enfrente. La discusión sobre el acatamiento de la Constitución en el reglamento parlamentario fue el detonante de la salida del PSE del Gobierno.
Tres meses después se firmaba el Pacto de Estella por parte de todas las fuerzas políticas y sindicales nacionalistas vascas (más Ezker Batua) y unos días después ETA anunciaba una tregua. Tras el recrudecimiento de la violencia de ETA contra el PSE-EE y el PP (no nacionalistas) con asesinatos y secuestros a cargos públicos, estas fuerzas iniciaron una política de colaboración que condujo a la división de la sociedad vasca entre dos frentes, nacionalistas y no nacionalistas, que tuvo su culminación en las elecciones al Parlamento Vasco de 2001.
La victoria del frente nacionalista liderado por Juan José Ibarretxe y el varapalo sufrido por el PSE-EE en 2001 por su colaboración con los conservadores del PP, supusieron la dimisión del secretario general del partido, Nicolás Redondo Terreros. Se constituyó entonces una Comisión Gestora dirigida por Ramón Jáuregui, que gestionó el partido hasta que Patxi López fue elegido secretario general en el IV Congreso del PSE-EE, el 22 de marzo de 2002 y reelegido en 2005.

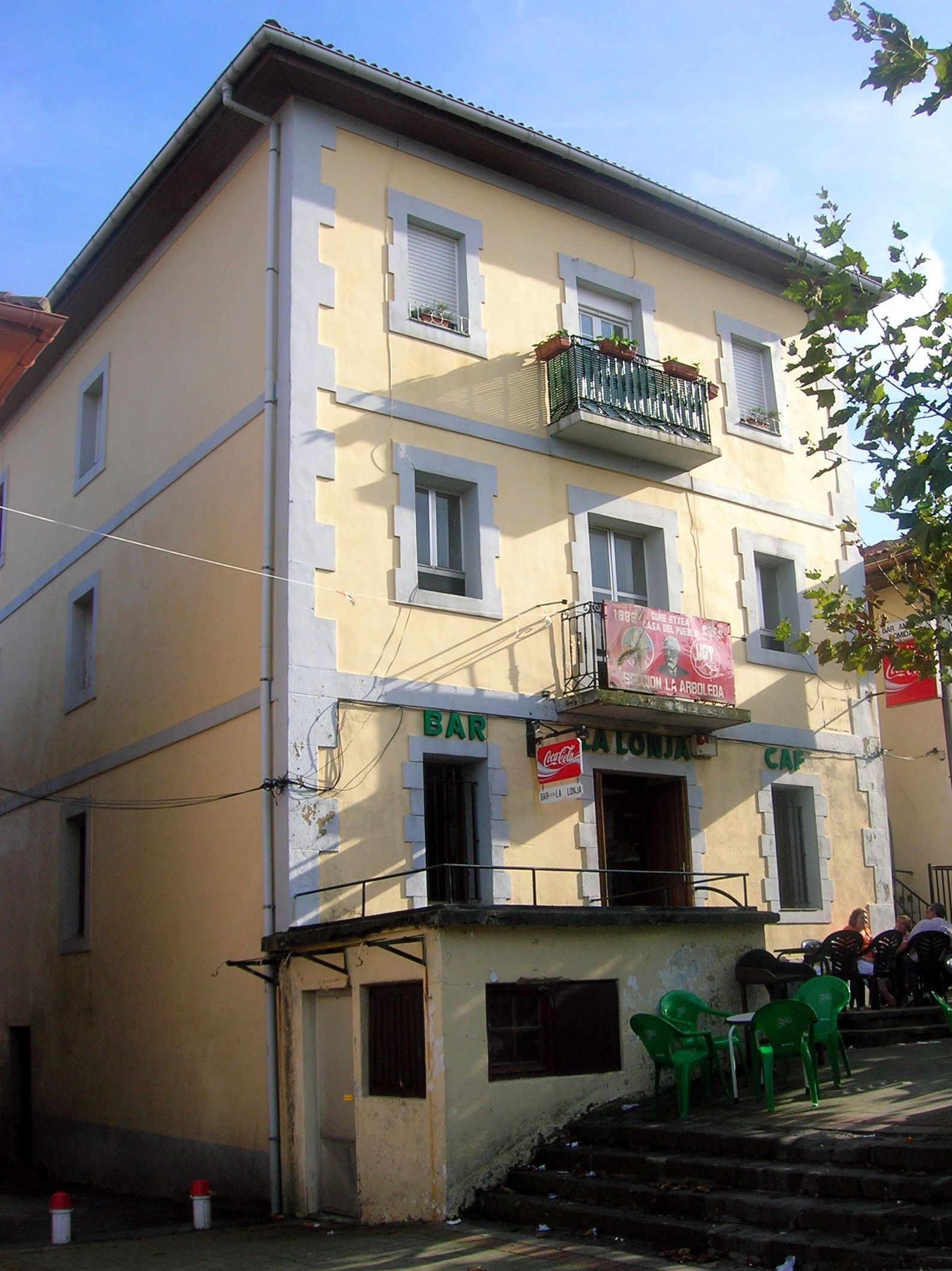
Casa del Pueblo de La Arboleda, Valle de Trápaga.

### Del PSE en el "Proceso de Paz" hasta la actualidad
Durante las negociaciones emprendidas durante la VIII Legislatura por el Gobierno del socialista José Luis Rodríguez Zapatero con el fin de acabar con el terrorismo de ETA en España, con la banda y su entorno, el PSE jugó un papel destacado.
El 31 de mayo de 2006 Patxi López anunció que se reuniría con la ilegalizada Batasuna después de que el presidente del Gobierno, José Luis Rodríguez Zapatero, hubiera comparecido en el Congreso con carácter previo al inicio de los contactos con ETA. Puesto que ocho dirigentes de esa formación política ilegalizada comparecían esos días en la Audiencia Nacional imputados por integración en banda armada y amenazas terroristas, López pidió a los jueces que tuvieran en cuenta "la actual situación del País Vasco". Añadió que se abrían dos escenarios "uno para el diálogo entre el Gobierno y ETA para hacer efectivo el abandono de las armas y la desaparición del terrorismo; y otro para el diálogo político en Euskadi", lo que desde el PP se tomó como asumir la propuesta de Anoeta que proponía dos mesas de diálogo, una entre el gobierno y ETA para hablar del alto el fuego, y otra entre todos los partidos, incluyendo entre ellos a la ilegal Batasuna, para hablar del futuro político del País Vasco.[cita requerida]
El 6 de julio de 2006 su secretario general Patxi López y el dirigente socialista Rodolfo Ares se reunieron con los miembros de la ilegalizada Batasuna (acusada de ser parte del entramado político de ETA) Arnaldo Otegi, su líder, y Rufi Etxeberria y Olatz Dañobeitia con el fin de pedir al entorno de la izquierda abertzale que abandonaran vía violenta para adoptar la política, y así poder estar dentro de la legalidad de cara a ser tenido en cuenta en futuros diálogos políticos. Posteriormente, en octubre de 2007, junto al presidente del Gobierno Vasco, Juan José Ibarretxe, a ambos les fue abierto juicio oral por el Tribunal Superior de Justicia del País Vasco, en contra de la opinión del Ministerio Fiscal, acusados de un delito de desobediencia en virtud de lo establecido en el artículo 556 del Código Penal, al haberse reunido con la organización ilegal Batasuna.
En una entrevista al diario El País concedida el 6 de abril de 2008 el presidente del PSE-EE Jesús Eguiguren admitió que antes de la tregua de ETA de 2006 el PSE-EE ya había mantenido contactos previos con el entorno de ETA de cara a la futura negociación, que se llevó a cabo entre el Gobierno de España presidido por José Luis Rodríguez Zapatero y la banda ETA.
El 22 de mayo de 2008 su secretario general Patxi López anunció una propuesta para el futuro del País Vasco alternativa a la Propuesta de Estatuto Político de la Comunidad de Euskadi (conocida como Plan Ibarretxe) que propuso el lendakari Juan José Ibarretxe en 2003. La propuesta del PSE-EE incluye el rechazo y la deslegitimación de todo tipo de violencia, un pacto político entre los partidos vascos y un referéndum de autodeterminación. Al día siguiente el Gobierno de España, presidido por el PSOE, manifestó su respaldo a esta iniciativa.

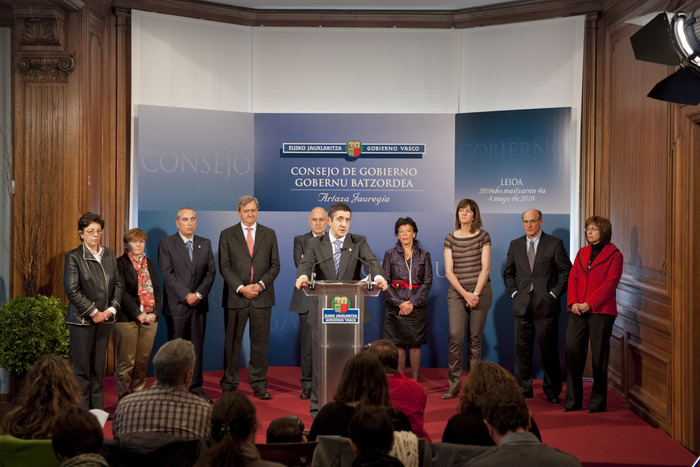
El Gobierno Vasco en 2010.

En las elecciones al Parlamento Vasco de 2009, el PSE-EE fue la segunda fuerza en votos y escaños, tras el PNV. Debido a la ilegalización de Batasuna y de las formaciones que fueron consideradas como sus tapaderas, los votos a Demokrazia Hiru Milioi se contaron como nulos, con lo que la llamada izquierda abertzale tradicional quedó sin representación en el Parlamento. PSE-EE y Partido Popular obtuvieron además buenos resultados especialmente en Álava, circunscripción que con menos población tiene el mismo número de parlamentarios que las demás, de forma que PSE-EE y PP tenían la mayoría, con 36 escaños. López fue investido nuevo lendakari el 5 de mayo de 2009 gracias a un pacto con el Partido Popular del País Vasco, que contó además con el voto del parlamentario de Unión Progreso y Democracia. Tras su toma de posesión dos días después, se constituyó el primer Gobierno autonómico monocolor del PSE-EE el día 9 de mayo, compuesto por 10 consejeros, 4 de ellos independientes, que disolvió en 2011.
En el Congreso Extraordinario celebrado el 20 de septiembre de 2014 fue elegida secretaria general Idoia Mendia.

## Organización
- Congreso: es la máxima autoridad del partido, formada por delegados de las agrupaciones locales. Elige al secretario general y a la Comisión Ejecutiva. Se han celebrado nueve, el último en noviembre de 2021.
- Comisión Ejecutiva: es la dirección liderada por el secretario general.
- Comité Nacional: es la máxima autoridad entre congresos.
- Agrupaciones provinciales: las de Vizcaya, Guipúzcoa y Álava.
- Agrupaciones locales: son la delegación del partido en cada municipio o barrio y tienen sede en la Casa del Pueblo (Herriko Etxea).

### Secretarios generales
| Titular                           | 1.er mandato  | 2.º mandato | 3.er mandato | 4.º mandato |
| Ramón Jáuregui                    | 1990-1994     | 1994-1998   |              |             |
| Nicolás Redondo Terreros          | 1998-2001     | 2001        |              |             |
| Comisión Gestora (Ramón Jáuregui) | 2001-2002     |             |              |             |
| Patxi López                       | 2002-2005     | 2005-2009   | 2009-2013    | 2013-2014   |
| Idoia Mendia                      | 2014-2017     | 2017-2021   |              |             |
| Eneko Andueza                     | 2021-presente |             |              |             |

## Evolución electoral

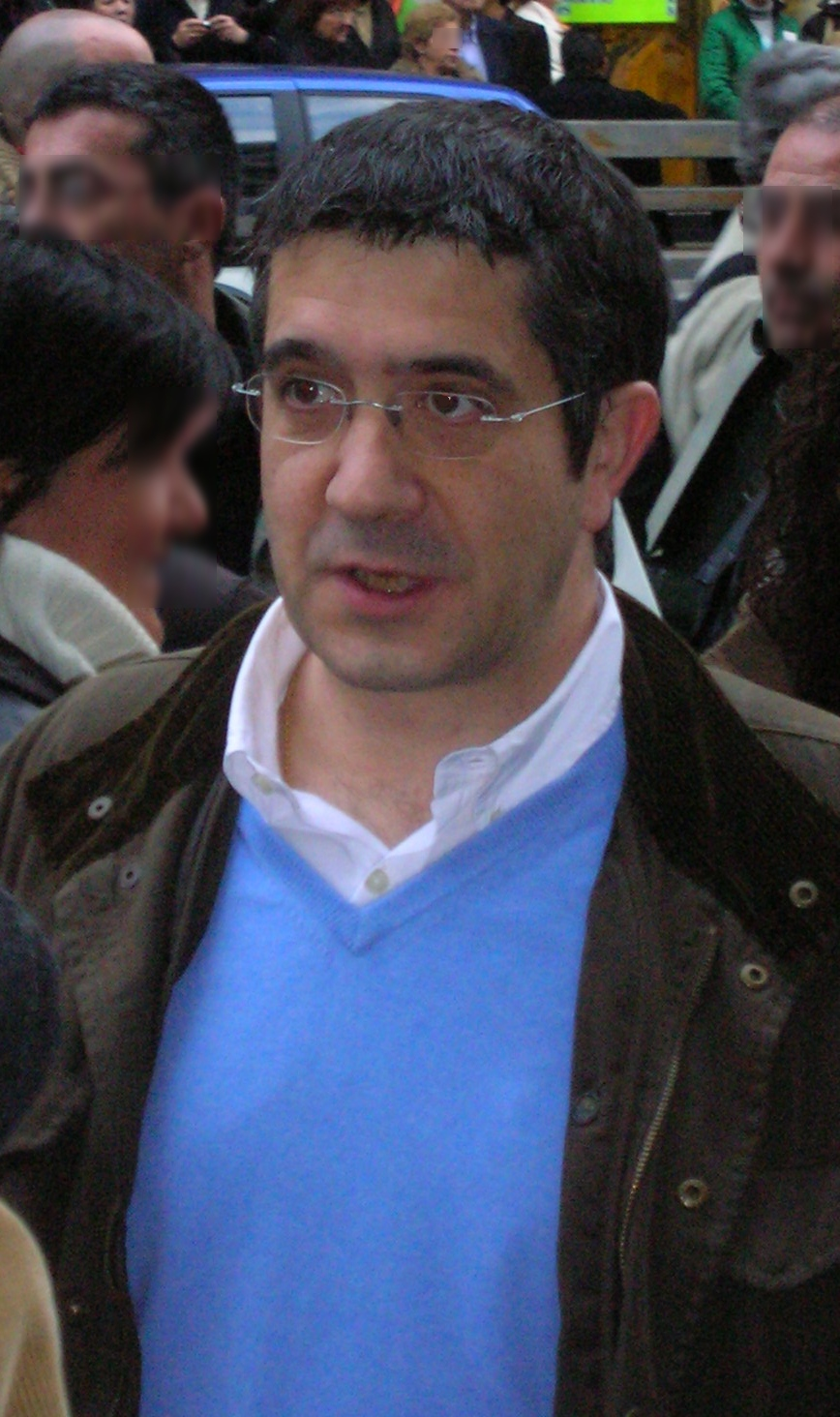
Patxi López, Lendakari del gobierno vasco en la IX Legislatura (2009-2012) y secretario general del PSE-EE entre 2002 y 2014.

El PSE-EE es actualmente la tercera fuerza política en el Parlamento Vasco, por detrás del Partido Nacionalista Vasco (PNV) y de la coalición Euskal Herria Bildu. Ha sido en una ocasión la fuerza con más escaños (en las elecciones autonómicas de 1986), aun siendo la segunda en votos.
| Elecciones y fecha                     | Votos   | %     | Diputados | +/- | Candidato                | Posición | Gobierno                            |
| -------------------------------------- | ------- | ----- | --------- | --- | ------------------------ | -------- | ----------------------------------- |
| Elecciones al Parlamento Vasco de 1994 | 174.682 | 17,13 | 12/75     | 10a | Ramón Jáuregui           | 2.º      | Coalición (con EAJ-PNV y EA)        |
| Elecciones al Parlamento Vasco de 1998 | 220.052 | 17,60 | 14/75     | 2   | Nicolás Redondo Terreros | 4.º      | Oposición                           |
| Elecciones al Parlamento Vasco de 2001 | 253.195 | 17,90 | 13/75     | 1   | Nicolás Redondo Terreros | 3.º      | Oposición                           |
| Elecciones al Parlamento Vasco de 2005 | 274.546 | 22,68 | 18/75     | 5   | Patxi López              | 2.º      | Oposición                           |
| Elecciones al Parlamento Vasco de 2009 | 318.112 | 30,36 | 25/75     | 7   | Patxi López              | 2.º      | Gobierno en minoría                 |
| Elecciones al Parlamento Vasco de 2012 | 212.809 | 18,89 | 16/75     | 9   | Patxi López              | 3.º      | Oposición                           |
| Elecciones al Parlamento Vasco de 2016 | 126.420 | 11,94 | 9/75      | 7   | Idoia Mendia             | 4.º      | Gobierno (en coalición con EAJ-PNV) |
| Elecciones al parlamento Vasco de 2020 | 122.248 | 13,64 | 10/75     | 1   | Idoia Mendia             | 3°       | Gobierno (en coalición con EAJ-PNV) |
| Elecciones al parlamento Vasco de 2024 | 149.660 | 14,22 | 12/75     | 2   | Eneko Andueza            | 3°       | Gobierno (en coalición con EAJ-PNV) |

a Respecto a la suma de los diputados de PSE y EE obtenidos en 1990.
En las elecciones municipales del 27 de mayo de 2007 fue el segundo partido más votado del País Vasco por detrás del PNV, siendo el partido más votado en las elecciones forales de Guipúzcoa y el segundo en las elecciones forales de Álava con una diferencia de 165 votos sobre el primero (PP). No obstante, fue desbancado por el PNV con la ayuda de Eusko Alkartasuna (EA) y Ezker Batua-Berdeak (EB) en Guipúzcoa y por PNV, EA y Aralar en Álava, en los cuales, al igual que en Vizcaya, el Diputado General fue del PNV.
En cuanto a concejales, consiguió 339 concejales en los ayuntamientos vascos, siendo la segunda fuerza política en número de ediles por detrás del PNV, con 1.024 concejales y superando a Acción Nacionalista Vasca por 2 ediles (ANV obtuvo 337, al no contarse los votos recibidos por las candidaturas impugnadas).
Cabe destacar el caso de la localidad guipuzcoana de Zarauz, donde en las elecciones municipales de 2007 empataron en número de ediles 3 partidos (EA, PNV y PSE-EE) y tras las duras negociaciones para formar gobierno, se unieron todas las formaciones presentes en el Consistorio formando Eusko Alkartasuna un gobierno de concentración -único en Euskadi- junto el PSE-EE, PNV, EB-Aralar con la colaboración del PP. El alcalde de dicha localidad fue de EA (Jon Urien Crespo), siendo el segundo teniente de alcalde del PSE-EE.

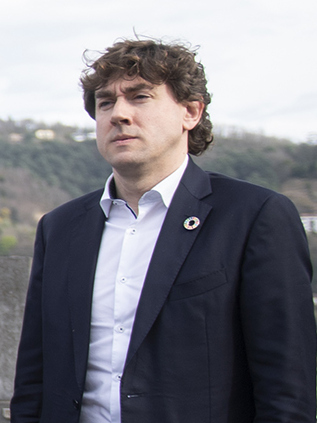
Eneko Andueza, actual secretario general del PSE-EE.

Las elecciones generales del 9 de marzo de 2008 fueron las únicas en las que el PSE-EE consiguió ser la primera fuerza política de la comunidad autónoma. En estas elecciones, las tres provincias estaban representadas por 18 diputados, de los que PSE-EE obtuvo 9, el PNV 6 y el PP 3. Por provincias, en Vizcaya obtuvo 4 diputados de 8, en Guipúzcoa obtuvo 3 de 6 y en Álava 2 de 4.
En las elecciones al Parlamento Vasco de 2009, el PSE-EE fue la segunda fuerza en votos y escaños, tras el PNV, obteniendo el 30,71% de los votos válidos y 25 escaños. Debido a la ilegalización de Batasuna, y de las listas consideradas como sus continuadoras, los votos a Demokrazia Hiru Milioi fueron contados como nulos. Así, el partido obtuvo 9 diputados en la provincia de Álava y 8 en Vizcaya y Guipúzcoa, alzándose con la victoria en Álava y siendo segundo en Guipúzcoa y Vizcaya. Gracias a este reparto de escaños, y a un pacto con el Partido Popular del País Vasco, Patxi López fue elegido lendakari y formó gobierno.
Las elecciones al Parlamento Europeo de junio del mismo año confirmaron al PSE-EE como segunda fuerza del País Vasco, con 200.249 votos (27,61%), a menos de un punto porcentual del PNV.
En las elecciones municipales de 2011, el Partido Socialista de Euskadi sufrió una importante pérdida de votos con respecto a las anteriores de 2007, bajando del 24,37% al 16,34% del total de los votos válidos; Esto se tradujo en una pérdida de representación institucional tanto en las Juntas Generales de los tres territorios así como en muchos consistorios, llegando a perder algunas destacadas alcaldías importantes como la de San Sebastián. En el caso de las Juntas Generales, destaca el hecho de que en Vizcaya y Álava pasó de ser el principal partido de la oposición a ser el 3.º en el primer caso, y el 4.º en el segundo. En las Juntas Generales de Guipúzcoa pasó de ser el principal partido de la oposición a ser el 3.º, a gran distancia de los dos primeros. En el ámbito municipal, perdió gran cantidad de representación en la práctica totalidad de los ayuntamientos vascos, y en muchos de ellos dejó de ser el principal partido de la oposición. Destacan los casos de Ayuntamientos realmente relevantes San Sebastián, Rentería, Andoáin y Lasarte-Oria; En Vizcaya perdió feudos tradicionales como Basauri, Sestao o Valle de Trápaga, mientras que en Álava perdió la capital, Vitoria, que pasó a manos del Partido Popular.
En las elecciones al Parlamento Vasco de 2012, el PSE-EE pasó a ser la tercera fuerza en votos y escaños (212.809 votos y 16 escaños), tras EAJ-PNV y la coalición EH Bildu, marca electoral de la izquierda abertzale, que había regresado a la contienda electoral una vez aceptada la legalidad. El PSE-EE obtuvo los mencionados 16 escaños y cedió la presidencia del Gobierno Vasco a EAJ-PNV, que obtuvo 27.
El descenso del apoyo socialista se tradujo en una pérdida de representación en las tres provincias, en relación con los comicios de 2009, con tres parlamentarios menos en cada territorio. Álava fue la única provincia en la que el PSE-EE consiguió superar a EAJ-PNV como partido más votado. 
En el VII Congreso del PSE-EE, celebrado en febrero de 2013, Patxi López resultó reelegido secretario general, con el 88 % de los votos.21 Desde la oposición, los socialistas vascos alcanzaron un acuerdo con EAJ-PNV para luchar contra la crisis, defender los servicios públicos, impulsar una reforma fiscal y afrontar una reforma del entramado institucional.
Tras los resultados obtenidos por su formación en las elecciones europeas de mayo de 2014, Patxi López anunció que abandonaría la secretaría general tras la celebración de un congreso extraordinario. El 20 de septiembre de 2014 fue sustituido en el cargo por Idoia Mendia, que había obtenido el voto directo del 60,53% en unas elecciones primarias que se celebraron el 16 de septiembre y a las que concurrió como única candidata. 
En noviembre de 2016, el PSE-EE alcanzó un acuerdo con EAJ-PNV para la constitución de un Ejecutivo de coalición en el Gobierno Vasco que ampliara la colaboración que ya existía entre ambos partidos desde junio de 2015 en otras instituciones vascas, entre ellas las tres diputaciones forales de Vizcaya, Álava y Guipúzcoa y la mayoría de los ayuntamientos vascos.
En 2017, Idoia Mendia renovó el mandato al frente del PSE-EE en un proceso de elecciones primarias en el que sólo su candidatura, tras presentar 3.174 avales válidos, consiguió superar el límite establecido. La Comisión de Ética de Euskadi la proclamó de forma definitiva candidata única y, en consecuencia, secretaria general electa del PSE-EE el 30 de junio. El 1 de octubre de ese año, el 8.º Congreso del PSE-EE eligió a la nueva Comisión Ejecutiva de Euskadi, la segunda encabezada por Idoia Mendia, con un respaldo del 85,60%, 4,55 puntos superior al recabado en el Congreso Extraordinario se 2014, que fue del 81,05%.
El PSE-EE concurrió a las elecciones de 2020, que tuvieron lugar el 12 de julio, después del aplazamiento que impuso la pandemia de la Covid-19. En marzo de 2020, Idoia Mendia fue hospitalizada por coronavirus.
Después de cuatro años de gobierno de coalición con la formación nacionalista EAJ-PNV, el PSE-EE fue la tercera fuerza política vasca con 122.248 votos, un 13.65% de los emitidos (11,94% en 2016) y 10 escaños, uno más que en la legislatura anterior. El 1 de septiembre de 2020, Idoia Mendia suscribió, en su condición de secretaria general del PSE-EE, un acuerdo de gobierno con EAJ-PNV, que supuso la reedición del pacto.
La suma de las dos fuerzas políticas en el Parlamento Vasco (42 escaños) ha proporcionado la mayoría absoluta al actual Gobierno de Euskadi en la XII legislatura. El 8 de septiembre de 2020, Idoia Mendia prometió su cargo en el Palacio de Ajuria Enea como vicelehendakari y consejera de Trabajo y Empleo. Lo hizo junto a otros dos consejeros del PSE-EE: Iñaki Arriola (Planificación Territorial, Vivienda y Transportes) y Javier Hurtado (Turismo, Comercio y Consumo).
La evolución en las elecciones generales es la siguiente:
| Elecciones y fecha                                  | Votos   | %     | Diputados | Posición |
| --------------------------------------------------- | ------- | ----- | --------- | -------- |
| Elecciones generales de España de 1993              | 293.442 | 24,52 | 7/19      | 1.º      |
| Elecciones generales de España de 1996              | 298.499 | 23,67 | 5/19      | 2.º      |
| Elecciones generales de España de 2000              | 266.583 | 23,31 | 4/19      | 3.º      |
| Elecciones generales de España de 2004              | 339.751 | 27,22 | 7/19      | 2.º      |
| Elecciones generales de España de 2008              | 430.690 | 38,14 | 9/18      | 1.º      |
| Elecciones generales de España de 2011              | 255.013 | 21,55 | 4/18      | 3.º      |
| Elecciones generales de España de 2015              | 161.988 | 13,25 | 3/18      | 3.º      |
| Elecciones generales de España de 2016              | 164.255 | 14,23 | 3/18      | 3°       |
| Elecciones generales de España de abril de 2019     | 253.989 | 19,9  | 4/18      | 2°       |
| Elecciones generales de España de noviembre de 2019 | 227.396 | 19,21 | 4/18      | 2°       |
| Elecciones generales de España de 2023              | 291.932 | 25,27 | 5/18      | 1°       |

## Representación institucional
| Concejales                    | 207/2651 |
| Alcaldes                      | 12/251   |
| Juntas Generales de Vizcaya   | 8/51     |
| Juntas Generales de Guipúzcoa | 7/51     |
| Juntas Generales de Álava     | 9/51     |
| Parlamento Vasco              | 12/75    |
| Congreso de los Diputados     | 5/18     |
| Senado                        | 5/15     |

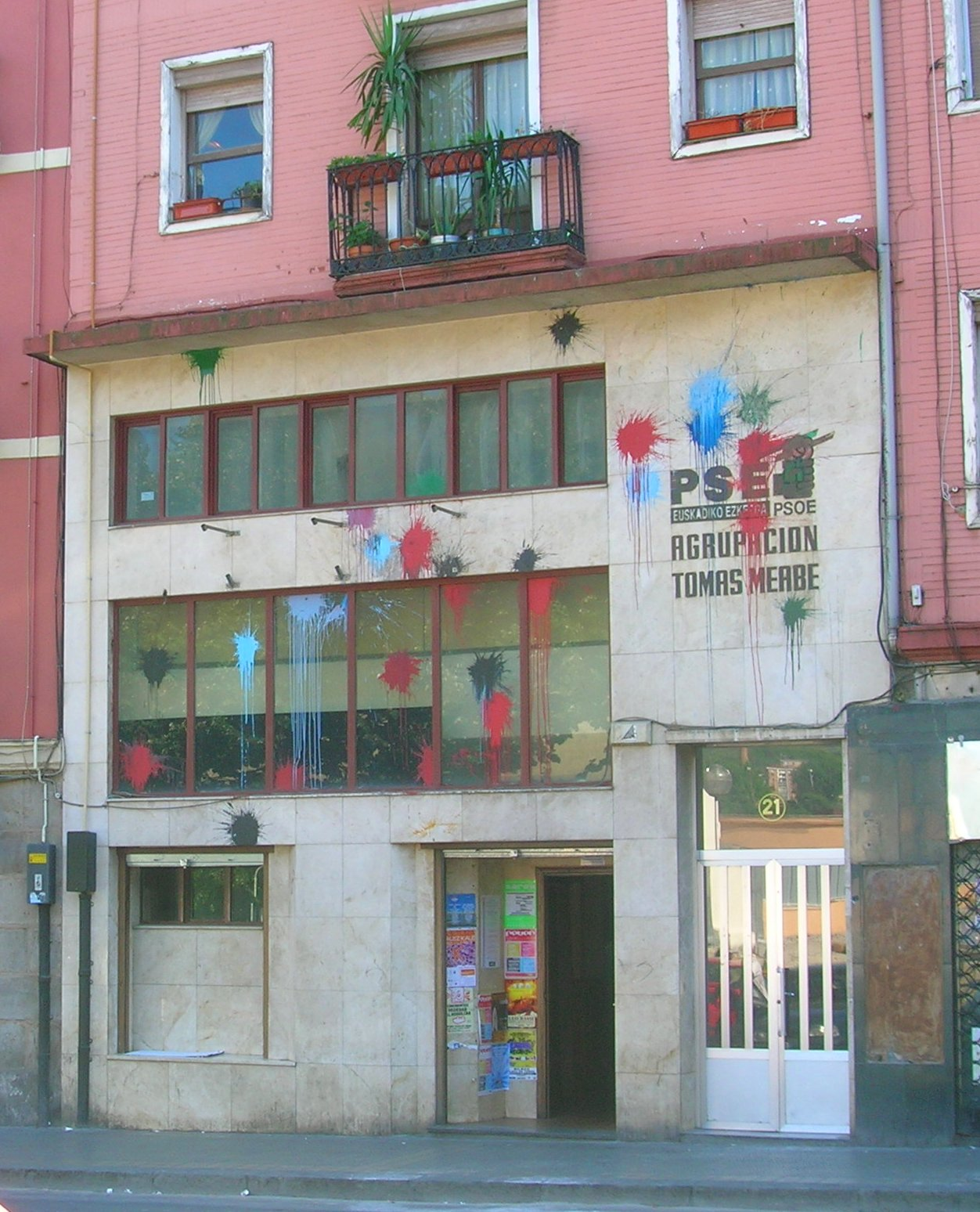
Casa del Pueblo en San Francisco, Bilbao, atacada con pintura.

En el Parlamento Vasco, el grupo parlamentario del PSE-EE adopta la denominación de Socialistas Vascos - Euskal Sozialistak.
Municipios vascos con alcalde del PSE-EE (12)
| - Vizcaya (4) - Ermua - Portugalete - Valle de Trapaga - Muskiz |  | - Guipúzcoa (5) - Éibar - Irún - Zumárraga - Lasarte-Oria - Larraul |  | - Álava (3) - Iruña de Oca - Vitoria - Zambrana |

## Militantes relevantes
| - Pdte. del CGV y Pdte. del PSOE - Ramón Rubial - Lendakari - Patxi López - Pdte. del Parlamento Vasco - Jesús Eguiguren - Secretarios Generales - Ramón Jáuregui - Txiki Benegas - Nicolás Redondo Terreros |  | - Consejeros - Rodolfo Ares - Juan Iglesias Garrigos - Rosa Díez - Fernando Buesa - Enrique Antolín San Martín - José Ramón Recalde - José Antonio Aguiriano - Ángel García Ronda - Idoia Mendia - Pilar Unzalu - Gemma Zabaleta - Alfredo Retortillo - Iñaki Arriola |  | - Ministros y Comisarios - Enrique Múgica Herzog - Juan Manuel Eguiagaray - Luis María Atienza - Joaquín Almunia - Ramón Jáuregui - Isabel Celaá - Dirigentes provinciales - Fernando Múgica - José Antonio Pastor - Txarli Prieto - Mikel Torres - Eneko Andueza |  | - Alcaldes - Odón Elorza - Patxi Lazcoz - José Antonio Pérez Gabarain - José Luis Marcos Merino - José Antonio Santano - Carlos Totorika - Mikel Torres - Sindicalistas - Nicolás Redondo |  | - Diputados y senadores - Javier Rojo - Luis Alberto Aguiriano - Eduardo Madina - Patxi López - Isabel Celaá - Odón Elorza - Txema Oleaga - Escritores - José Luis López de Lacalle - Txema Portillo |